# Храм Вознесіння (Єрусалим)
Храм Вознесі́ння (івр. קפלת העלייה; грец. Εκκλησάκι της Αναλήψεως) — знаходиться на найвищому місці Оливної гори в Єрусалимі, та за християнською традицією на місці вознесіння Ісуса Христа (Дії 1:9, Лк. 24:50–51).

## Історія
Перші християни відзначали Вознесіння Господнє на Оливковій горі.
- У 390 році за кошти християнки з Рима Пойменії на цьому місці побудовано першу церкву. Будівля збереглася до 614 року, поки її не зруйнували перські завойовникна чолі з Хосровом II.
- У VII столітті церкву відбудовано Єрусалимським Патріархом Модестом.
- У 1009 році і цю будівлю зруйновано за часів султана фатімідів Аль-Хакіма. Хрестоносці після відвоювання Єрусалима відбудовують церкву «навколо відбиток стіп Ісуса» у 1150 році.
- У 1187 році після завоювання міста Салах ед Діном будівлю церкви перетворюють на Мечеть Вознесіння, частиною якої вона є до цього часу. Через велику кількість християнських паломників Салах ед Дін наказує безпосередньо збоку збудувати нову мечеть, а каплицю на території мечеті залишити для вшанування християнами.

## Архітектура каплиці

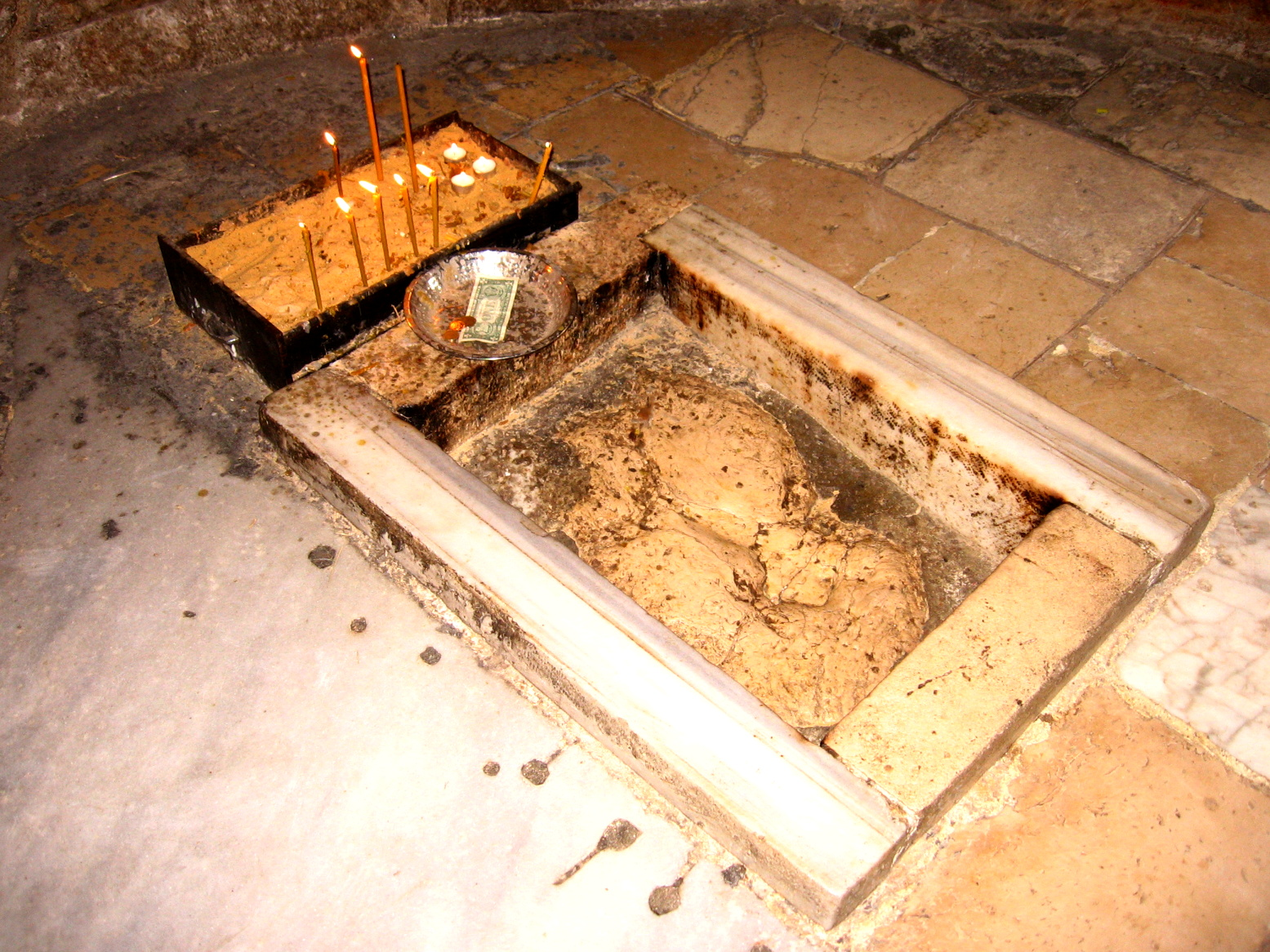
Останній відбиток правої стопи Ісуса Христа

Каплиця являє собою невелике просте приміщення округлої форми діаметром 6,6 м яку перекрите напівсферичним куполом, восьмикутне зовні, і всередині у вигляді ротонди. Нижній восьмикутник прикрашений арочними нішами з невеликими колонами на кутах та з візантійськими різьбленими кентаврами у капітелях. Приміщення освітлено 4 вікнами. Двір каплиці становить приблизно половину площі, яку займала старіша будівля. Основи її колон збереглися поблизу внутрішньої сторони огорожі каплиці. Після землетрусу 1834 року каплицю спільно відремонтували православна грецька, католицька та вірменська громади святих місць.
На підлозі каплиці знаходиться «відбиток на камені правої стопи Ісуса». Відбиток його лівої стопи перенесений у часи Середньовіччя у Мечеть Аль-Акса.